# دار الطاهر بن عباد (زاوية سايس)
دار الطاهر بن عباد هو دُوَّار يقع بجماعة زاوية سايس، إقليم الجديدة، جهة الدار البيضاء سطات في المملكة المغربية. ينتمي الدوّار لمشيخة زاوية سايس التي تضم 22 دوار. يقدر عدد سكانه بـ 136 نسمة حسب الإحصاء الرسمي للسكان والسكنى لسنة 2004.

## روابط خارجية
- البوابة الوطنية للجماعات الترابية نسخة محفوظة 12 مارس 2018 على موقع واي باك مشين.
- المندوبية السامية للتخطيط